# Lješevo
Lješevo (serb. Подлугови) – wieś w Bośni i Hercegowinie, w Federacji Bośni i Hercegowiny, w kantonie sarajewskim, w gminie Ilijaš.

## Geografia

### Położenie
Wieś położona jest w środkowo-wschodniej części kraju, na wschodnich obrzeżach Federacji Bośni i Hercegowiny, na północy kantonu. Leży przy drodze R445, łączącej Ilijaš w kantonie sarajewskim z miastem Visoko, znajdującym się w kantonie zenicko-dobojskim. 1 km na południe od wsi przebiega autostrada A1, będąca częścią trasy europejskiej E73. Lješevo położone jest w odległości około 5 km na północny zachód od stolicy gminy – Ilijaš i około 20 km na północny zachód od Sarajewa, przy linii kolejowej Ilijaš – Visoko.
Od strony południowej miejscowość opływa rzeka Bośnia – najdłuższa z rzek płynących w całości na terenie państwa bośniackiego. Najbliższymi, sąsiednimi miejscowościami są: Donja Vratnica, znajdująca się na północ od Lješeva, Vrbovik na wschodzie, Dolipolje i Čekrčići na zachodzie i Ljubnići na południu.
Według regionalizacji fizycznogeograficznej Europy, zgodnej z uniwersalną klasyfikacją dziesiętną, przedstawioną w 1971 roku, wieś położona jest na obszarze megaregionu Półwysep Bałkański, prowincji Góry Dynarskie.
Lješevo położone jest na obszarze Gór Dynarskich, w pasmie Rudaw Bośniackich.
Miejscowość leży w strefie czasowej UTC+01:00 czasu standardowego (zimowego), natomiast czas letni jest zgodny ze strefą czasową UTC+02:00.

### Rzeźba terenu
Rzeźba terenu wsi w głównej mierze została ukształtowana w wyniku orogenezy alpejskiej, która przyczyniła się do powstania Gór Dynarskich. Główna faza fałdowań miała miejsce w trzeciorzędzie. Rzeźbę cechuje średniogórski charakter. Łagodne grzbiety gór przecinane są szerokimi dolinami rzecznymi.

### Geologia
Teren Rudaw Bośniackich, na którym położona jest wieś, zbudowany jest w głównej mierze ze skał osadowych, wśród których dominują łupki, piaskowce i wapienie. Duży udział mają także skały pochodzenia wulkanicznego.

### Klimat
Miejscowość położona jest w strefie klimatu umiarkowanego przejściowego między klimatem kontynentalnym a śródziemnomorskim. Charakterystycznymi cechami tego klimatu są bardzo mroźne zimy i upalne lata. Dodatkowo w okresie zimowym występują bardzo silne wiatry.

## Historia
Od 1 grudnia 1918 roku wieś znajdowała się na obszarze Królestwa Serbów, Chorwatów i Słoweńców. W 1929 roku nazwę państwa zmieniono na Królestwo Jugosławii. W czasie II wojny światowej tereny te znajdowały się pod okupacją III Rzeszy i Królestwa Włoch. Utworzono wówczas Niepodległe Państwo Chorwackie. W maju 1945 roku władze nad obszarem przejęli komuniści. W listopadzie 1945 roku miejscowość znalazła się w granicach Socjalistycznej Federacyjnej Republiki Jugosławii, w Republice Bośni i Hercegowiny. Od 1992 roku, w wyniku rozpadu Jugosławii, wieś położona jest na terenie Bośni i Hercegowiny, w jej federacyjnej części.

## Demografia
W 1991 roku wieś zamieszkiwało 1 045 osób, w tym 249 osób narodowości serbskiej, 743 osoby deklarujące przynależność do Muzułmanów z narodowości (Boszniaków), 38 Chorwatów i 8 Jugosłowian. Od 1971 roku następowały następujące zmiany liczby ludności wsi Lješevo:
| Rok             | 1971 | 1981 | 1991  |
| Liczba ludności | 775  | 696  | 1 045 |